# Cuauhtémoc Chachalaca
Cuauhtémoc Chachalaca är en ort i Mexiko.   Den ligger i kommunen Escuintla och delstaten Chiapas, i den sydöstra delen av landet, 800 km sydost om huvudstaden Mexico City. Cuauhtémoc Chachalaca ligger 192 meter över havet och antalet invånare är 116.
Terrängen runt Cuauhtémoc Chachalaca är varierad. Runt Cuauhtémoc Chachalaca är det ganska tätbefolkat, med 62 invånare per kvadratkilometer. Närmaste större samhälle är Escuintla, 5,5 km väster om Cuauhtémoc Chachalaca. Omgivningarna runt Cuauhtémoc Chachalaca är en mosaik av jordbruksmark och naturlig växtlighet.